# Henryk Kompf
Henryk Kompf (ur.  11 lipca 1905 w Trzemesznie, zm. 20 marca 1979 w Szczecinie) – polski laryngolog, doktor medycyny.

## Życiorys
Był trzecim synem z siedmiorga dzieci Marii (z domu Koszcząb) i Zygmunta Kompfa, urzędnika w poznańskiej Goplanie. Był bratankiem ks. Aurelego Kompfa i bratem ks. Janusza Kompfa
W 1924 ukończył poznańskie Gimnazjum św. Marii Magdaleny. W latach 1924–1930 odbył studia na Wydziale Lekarskim Uniwersytetu Poznańskiego i jako doktor wszechnauk medycznych podjął w 1931 pracę w Lecznicy Spółki Brackiej w Katowicach, gdzie zdobył specjalizację w zakresie otolaryngologii. W 1936 objął stanowisko ordynatora Oddziału Otolaryngologicznego Szpitala Miejskiego w Chorzowie, którym kierował do sierpnia 1939. 
Po wybuchu II wojny światowej podjął służbę w V Szpitalu Okręgowym w Krakowie i Szpitalu Wojskowym 504 w Tarnopolu, skąd 18 września 1939 ewakuował się do Rumunii i dalej przez Włochy do Francji, gdzie w 1940 ukończył Szkołę Podchorążych Sanitarnych w Combourg i otrzymał przydział do I Dyw. WP w stopniu kapr. pchor.
20 czerwca 1940 ewakuowany z Francji wraz z innymi Polakami do Anglii, początkowo pełnił służbę w 10 Pociągu Pancernym "Warszawa" patrolującym wybrzeże brytyjskie. Następnie przydzielony do Szpitala Wojennego nr 1 w Teymouth Castle w Szkocji znalazł się w gronie osób współtworzących Polski Wydział Lekarski na Uniwersytecie w Edynburgu. Do 1947 był pracownikiem dydaktycznym w tamtejszej Katedrze Otolaryngologicznej oraz redaktorem naczelnym (od 1943) czasopisma naukowego "Lekarz Wojskowy" wydawanego w latach 1941–1946 przez Towarzystwo Naukowe Lekarzy Polskich Sił Zbrojnych w Zjednoczonym Królestwie Wielkiej Brytanii. Jednocześnie pracował w Oddziale Otolaryngologicznym Szpitala im. Ignacego Paderewskiego w Edynburgu. 
W 1947 podjął decyzję o powrocie do kraju. 23 lipca 1947 zarejestrował się w Punkcie Przyjęcia Gdańsk-Port i jeszcze w tym samym roku przybył do Szczecina, gdzie podjął się utworzenia oddziału laryngologii w Szpitalu PCK (obecnie Samodzielny Publiczny Szpital Kliniczny Nr 1 im. prof. Tadeusza Sokołowskiego PUM) przy ul. Unii Lubelskiej, który w lipcu 1948 przekształcono w Klinikę Otolaryngologii Pomorskiej Akademii Medycznej.
W 1949 pomimo dużych trudności kadrowych i sprzętowych, zajął się organizacją kolejnego w Szczecinie oddziału laryngologicznego w Szpitalu Zakaźnym (obecnie Samodzielny Publiczny Wojewódzki Szpital Zespolony im. Marii Skłodowskiej-Curie) przy ul. Arkońskiej. W latach 1950–1952 był zatrudniony jako lekarz na Oddziale Otolaryngologicznym Szpitala Wojewódzkiego MSW. W latach 1952–1954 był kierownikiem Poradni Otolaryngologicznej  Wojewódzkiej Przychodni Ochrony Macierzyństwa i Zdrowia Dziecka i konsultantem Szpitala Dziecięcego im. Janusza Korczaka. W 1954 objął stanowisko ordynatora Oddziału Otolaryngologicznego Szpitala Kolejowego w Szczecinie przy al. Wyzwolenia. Jako jeden z pierwszych w Polsce stosował terapię z użyciem penicyliny, wówczas niedostępnej w kraju. Stał się również pionierem na skalę ogólnopolską tzw. chirurgii jednego dnia. Idea ta zapożyczona była i sprawdzona w Szkocji (Nicoll).
Ze Szpitalem Kolejowym związany był do końca pracy zawodowej (1973). Był kolejno lekarzem, ordynatorem, zastępcą dyrektora i w okresie od maja do lipca 1968 dyrektorem placówki.
Jako ceniony specjalista pełnił funkcje konsultanta i był członkiem komisji przeprowadzającej egzaminy specjalistyczne w zakresie otolaryngologii. Był członkiem Polskiego Towarzystwa Otolaryngologicznego, Polskiego Towarzystwa Lekarskiego, Towarzystwa Naukowego Lekarzy Polskich Sił Zbrojnych na Zachodzie, Towarzystwa Przyjaciół Szczecina, był też aktywnym członkiem ZBOWiD i przewodniczącym Komitetu Czynów Społecznych. Odznaczony m.in. Medalem Zwycięstwa i Wolności 1945, oraz brytyjskimi Medalami Obrony i Medalami Wojny 1939–1945.
Żonaty (od 1948) z Janiną Łuczkowską, miał czworo dzieci: córkę Annę i trzech synów - Bogusława, Henryka, Adama. 
Zmarł 20 marca 1979 w Szczecinie. Pochowany został na cmentarzu Centralnym w Szczecinie (kwatera 3B).

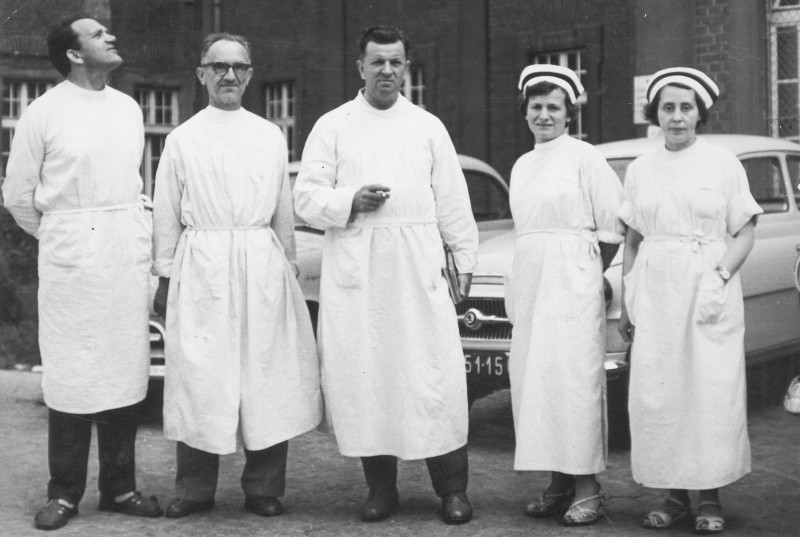
Stoją od lewej - dr H. Błażniak, dr H. Kompf, dr R. Jackowski, NN, s. J. Powidis, poł. l. 60 XX w.
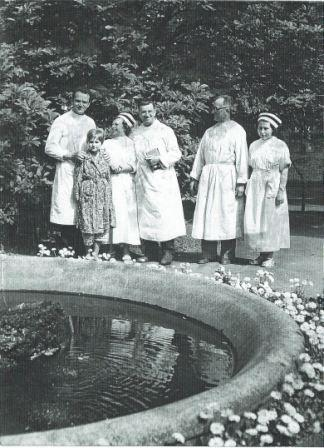
Dr H.Błażniak, mała pacjentka Ewa Cieślak, NN, dr R. Jackowski, dr H. Kompf, s. J. Powidis, poł. l. 60 XX w.
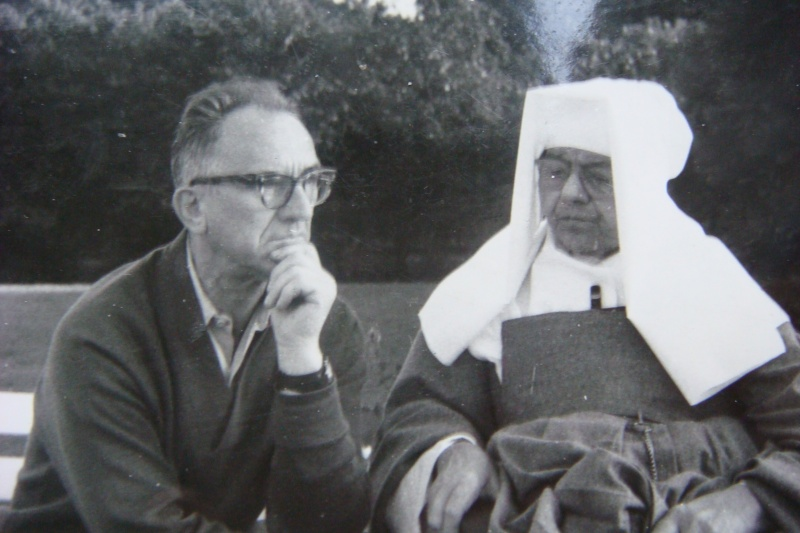
Dr. H. Kompf i s. Jadwiga Gierczyk, Roskilde 1961 r.
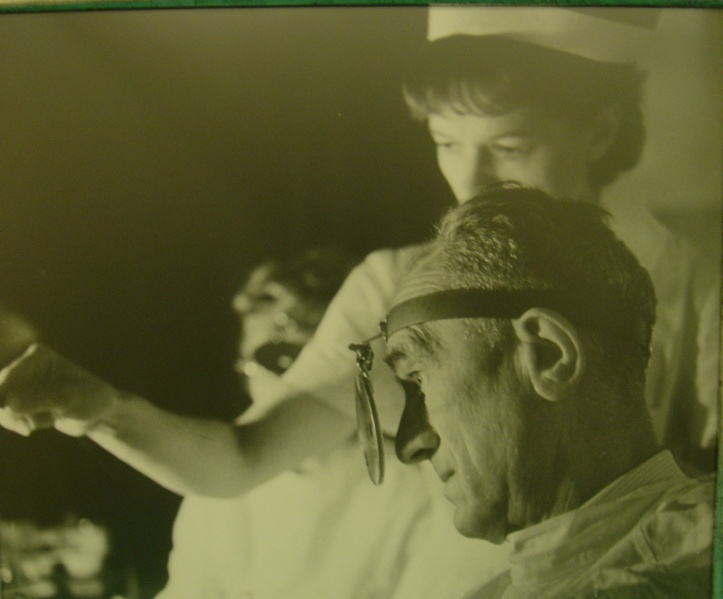
Dr. H. Kompf przy pracy, l. 70. XX w.

## Publikacje (wybór)
- Przypadek pierwotnego zapalenia szpiku kostnego podstawy czaszki / Henryk Kompf. Poznań : [s.n.], 1938 (Poznań : Druk. Uniwersytetu Poznańskiego), [1], 5 s. Odb.: "Polski Przegląd Oto-Laryngologiczny". 1938 t. 14 nr 3-4.
- Bóle głowy pochodzenia nosowego / Henryk Kompf. "Lekarz Wojskowy". 1945, t. 36, nr 2-3, s. 151-155.
- Ropnie mózgu pochodzenia usznego. Leczenie penicyliną / Henryk Kompf. "Lekarz Wojskowy". 1946, t. 37, nr 1, s. 61.
- Penicylina w schorzeniach uszu, nosa i gardła / Henryk Kompf. "Lekarz Wojskowy". 1946, t. 37, nr 2-3, s. 137-146.